# Coalhurst
Coalhurst ist eine Stadt in der kanadischen Provinz Alberta.
Der früher Bridgend genannte Ort liegt am Highway 3, rund 10 km von Lethbridge entfernt. Bis in die 1930er Jahre wurde hier in Stollen Kohle abgebaut. Eine Explosion mit 16 Toten beendete den Betrieb.
Coalhurst verfügt über eine Grundschule und eine Highschool sowie einen Bahnhof.

## Weblink
- Website der Stadt Coalhurst (englisch)